# Melipotis parens
Melipotis parens là một loài bướm đêm trong họ Erebidae.